# Хронологія пілотованих космічних польотів (2010-ті)

## 2010
| №   | Дата      | Корабель            | Екіпаж | Країна | Досягнення                                                                                        | Тривалість                 |
| --- | --------- | ------------------- | --- | ------ | ------------------------------------------------------------------------------------------------- | -------------------------- |
| 270 | 8 лютого  | «Індевор STS-130»   | Джордж Замка, Террі Віртс, Роберт Бенкен, Ніколас Патрік, Кетрін Хайр, Стівен Робінсон                                                     | США    | 130-й політ шатла. 24-й політ «Індевора».                                                         | 13 діб 18 годин 8 хвилин   |
| 271 | 2 квітня  | «Союз ТМА-18»       | Олександр Скворцов, Михайло Корнієнко, Трейсі Колдвел (США)                                                                                | РФ     | 22-й політ Союзу до МКС                                                                           | 176 діб 1 година 18 хвилин |
| 272 | 5 квітня  | «Діскавері STS-131» | Алан Пойндекстер, Джеймс Даттон, Річард Мастраккіо, Клейтон Андерсон, Дороті Меткалф-Лінденбургер, Стефані Вілсон, Наоко Ямадзакі (Японія) | США    | 131-й політ шатла. 38-й політ «Діскавері». Продовження будівництва Міжнародної космічної станції. | 15 діб 2 години 48 хвилин  |
| 273 | 14 травня | «Атлантіс STS-132»  | Кенет Хем, Домінік Антонеллі, Майкл Гуд, Пірс Селлерс, Стівен Бовен, Гарретт Райзман                                                       | США    | 132-й політ шатла. 32-й політ «Атлантіса». Продовження будівництва Міжнародної космічної станції. | 11 діб 18 годин 29 хвилин  |
| 274 | 15 червня | «Союз ТМА-19»       | Федір Юрчихін, Дуглас Вілок (США), Шеннон Вокер (США)                                                                                      | РФ     | 100-й політ до міжнародної космічної станції                                                      | 163 доби 7 годин 11 хвилин |
| 275 | 7 жовтня  | «Союз ТМА-01М»      | Олександр Калері, Олег Скрипочка, Скотт Келлі (США)                                                                                        | РФ     | Серія ТМА-М з модернізованою системою управління                                                  | 159 діб 8 годин 43 хвилини |
| 276 | 15 грудня | «Союз ТМА-20»       | Дмитро Кондратьєв, Катерина Коулман (США, Паоло Несполі (Італія)                                                                           | РФ     | 25-й політ Союзу до МКС                                                                           | 159 діб 7 годин 17 хвилин  |

Підсумки року
- Космонавтів РФ — 108 (+4 за рік); пілотованих польотів РФ — 113 (+4 за рік)
- Астронавтів США — 332 (+4 за рік); пілотованих польотів США — 160 (+3 за рік)
- Космонавтів Китаю — 6 (+0 за рік); пілотованих польотів Китаю — 3 (+0 за рік)
- Космонавтів інших країн — 71 (+1 за рік)
- Всього астронавтів і космонавтів — 517 (+9 за рік)
- Всього пілотованих польотів — 276 (+7 за рік)
- Рекорд тривалості польоту — Поляков = 10505 годин 58 хвилин (437 діб 17 годин 58 хвилин)
- Рекорд сумарної тривалості перебування у космосі — Крикальов (за шість польотів) = 19281 година 39 хвилин (803 доби 9 годин 39 хвилин)

## 2011
| №   | Дата         | Корабель            | Екіпаж                                                                                             | Країна | Досягнення                                                                     | Тривалість                  |
| --- | ------------ | ------------------- | -------------------------------------------------------------------------------------------------- | ------ | ------------------------------------------------------------------------------ | --------------------------- |
| 277 | 24 лютого    | «Діскавері STS-133» | Стівен Ліндсі, Ерік Боу, Бенджамін Дрю, Майкл Барратт, Стівен Боуен, Ніколь Стотт                  | США    | 133-й політ шатла. 39-й, останній політ шатла Діскавері                        | 12 діб 19 годин 4 хвилини   |
| 278 | 4 квітня     | «Союз ТМА-21»       | Андрій Борисенко, Олександр Самокутяєв, Рональд Гаран (США)                                        | РФ     | 26-й політ Союзу до МКС                                                        | 164 доби 5 годин 41 хвилина |
| 279 | 16 травня    | «Індевор STS-134»   | Марк Келлі, Грегорі Джонсон, Ендрю Фьюстел, Майкл Фінк, Грегорі Шамітофф, Роберто Вітторі (Італія) | США    | 134-й політ шатла. 25-й, останній політ шатла Індевор                          | 15 діб 17 годин 39 хвилин   |
| 280 | 8 червня     | «Союз ТМА-02М»      | Сергій Волков, Майкл Фоссум (США, Сатосі Фурукава (Японія)                                         | РФ     | 27-й політ Союзу до МКС                                                        | 167 діб 6 годин 12 хвилин   |
| 281 | 8 липня      | «Атлантіс STS-135»  | Крістофер Фергюсон, Даглас Херлі, Сандра Магнус, Рекс Волхайм                                      | США    | 135-й політ шатла. 33-й політ шатла Атлантіс, останній за програмою Спейс шатл | 12 діб 18 годин 28 хвилин   |
| 282 | 14 листопада | «Союз ТМА-22»       | Антон Шкаплеров, Анатолій Іванишин, Деніел Бербенк (США)                                           | США    | Останній запуск корабля модифікації ТМА.                                       | 165 діб 7 годин 31 хвилина  |
| 283 | 21 грудня    | «Союз ТМА-03М»      | Олег Кононенко, Андре Кейперс (Нідерланди, Доналд Петтіт (США)                                     | РФ     | 29-й політ Союзу до МКС                                                        | 192 доби 18 годин 58 хвилин |

Підсумки року
- Космонавтів РФ — 112 (+4 за рік); пілотованих польотів РФ — 117 (+4 за рік)
- Астронавтів США — 332 (+0 за рік); пілотованих польотів США — 163 (+3 за рік)
- Космонавтів Китаю — 6 (+0 за рік); пілотованих польотів Китаю — 3 (+0 за рік)
- Космонавтів інших країн — 72 (+1 за рік)
- Всього астронавтів і космонавтів — 522 (+5 за рік)
- Всього пілотованих польотів — 283 (+7 за рік)
- Рекорд тривалості польоту — Поляков = 10505 годин 58 хвилин (437 діб 17 годин 58 хвилин)
- Рекорд сумарної тривалості перебування у космосі — Крикальов (за шість польотів) = 19281 година 39 хвилин (803 доби 9 годин 39 хвилин)

## 2012
| №   | Дата      | Корабель       | Екіпаж                                                            | Країна | Досягнення                                                                  | Тривалість                    |
| --- | --------- | -------------- | ----------------------------------------------------------------- | ------ | --------------------------------------------------------------------------- | ----------------------------- |
| 284 | 15 травня | «Союз ТМА-04М» | Геннадій Падалка, Сергій Ревін, Джозеф Акаба (США)                | РФ     | 30-й політ Союзу до МКС                                                     | 124 доби 23 години 51 хвилина |
| 285 | 16 червня | «Шеньчжоу-9»   | Цзин Хайпен, Лю Ван, Лю Ян                                        | Китай  | Лю Ян — перша жінка-тайконавт. Стикування з орбітальною станцією Тяньгун-1. | 12 діб 15 годин 25 хвилин     |
| 286 | 15 липня  | «Союз ТМА-05М» | Юрій Маленченко, Суніта Вільямс (США, Акіхіко Хосіде (Японія)     | РФ     | 115-й політ корабля Союз, 31-й політ до МКС                                 | 126 діб 23 години 13 хвилин   |
| 287 | 23 жовтня | «Союз ТМА-06М» | Олег Новицький, Євген Тарелкін, Кевін Форд (США)                  | РФ     | 32-й політ Союзу до МКС                                                     | 143 доби 16 годин 14 хвилин   |
| 288 | 19 грудня | «Союз ТМА-07М» | Роман Романенко, Томас Маршберн (США), Крістофер Хедфілд (Канада) | РФ     | 33-й політ Союзу до МКС                                                     | 145 діб 14 годин 18 хвилин    |

Підсумки року
- Космонавтів РФ — 115 (+3 за рік); пілотованих польотів РФ — 121 (+4 за рік)
- Астронавтів США — 332 (+0 за рік); пілотованих польотів США — 163 (+0 за рік)
- Космонавтів Китаю — 8 (+2 за рік); пілотованих польотів Китаю — 4 (+1 за рік)
- Космонавтів інших країн — 72 (+0 за рік)
- Всього астронавтів і космонавтів — 527 (+5 за рік)
- Всього пілотованих польотів — 288 (+5 за рік)
- Рекорд тривалості польоту — Поляков = 10505 годин 58 хвилин (437 діб 17 годин 58 хвилин)
- Рекорд сумарної тривалості перебування у космосі — Крикальов (за шість польотів) = 19281 година 39 хвилин (803 доби 9 годин 39 хвилин)

## 2013
| №   | Дата        | Корабель       | Екіпаж                                                        | Країна | Досягнення                                         | Тривалість                   |
| --- | ----------- | -------------- | ------------------------------------------------------------- | ------ | -------------------------------------------------- | ---------------------------- |
| 289 | 29 березня  | «Союз ТМА-08М» | Павло Виноградов, Олександр Місуркін, Крістофер Кессіді (США) | РФ     | 34-й політ Союзу до МКС                            | 166 діб 6 годин 15 хвилин    |
| 290 | 29 травня   | «Союз ТМА-09М» | Федір Юрчихін, Карен Найберг (США), Лука Пармітано (Італія)   | РФ     | 35-й політ Союзу до МКС                            | 166 діб 6 годин 6 хвилин     |
| 291 | 11 червня   | «Шеньчжоу-10»  | Не Хайшен, Чжан Сяогуан, Ван Япін                             | КНР    | Друге стикування з орбітальною станцією Тяньгун-1. | 14 діб 14 годин 29 хвилин    |
| 292 | 25 вересня  | «Союз ТМА-10М» | Олег Котов, Сергій Рязанський, Майкл Гопкінс (США)            | РФ     | 36-й політ Союзу до МКС                            | 166 діб 6 годин 25 хвилин    |
| 293 | 7 листопада | «Союз ТМА-11М» | Михайло Тюрін, Річард Мастраккіо (США), Коїті Ваката (Японія) | РФ     | 37-й політ Союзу до МКС                            | 187 діб 21 година 44 хвилини |

Підсумки року
- Космонавтів РФ — 117 (+2 за рік); пілотованих польотів РФ — 125 (+4 за рік)
- Астронавтів США — 333 (+1 за рік); пілотованих польотів США — 163 (+0 за рік)
- Космонавтів Китаю — 10 (+2 за рік); пілотованих польотів Китаю — 5 (+1 за рік)
- Космонавтів інших країн — 73 (+1 за рік)
- Всього астронавтів і космонавтів — 533 (+6 за рік)
- Всього пілотованих польотів — 293 (+5 за рік)
- Рекорд тривалості польоту — Поляков = 10505 годин 58 хвилин (437 діб 17 годин 58 хвилин)
- Рекорд сумарної тривалості перебування у космосі — Крикальов (за шість польотів) = 19281 година 39 хвилин (803 доби 9 годин 39 хвилин)

## 2014 рік
| №   | Дата         | Корабель       | Екіпаж                                                             | Країна | Досягнення              | Тривалість                  |
| --- | ------------ | -------------- | ------------------------------------------------------------------ | ------ | ----------------------- | --------------------------- |
| 294 | 25 березня   | «Союз ТМА-12М» | Олександр Скворцов, Олег Артем'єв, Стівен Свонсон (США)            | РФ РФ  | 38-й політ Союзу до МКС | 169 діб 5 годин 6 хвилин    |
| 295 | 28 травня    | «Союз ТМА-13М» | Максим Сураєв, Грегорі Вайсмен (США), Олександр Герст (Німеччина)  | РФ РФ  | 39-й політ Союзу до МКС | 165 діб 8 годин 1 хвилина   |
| 296 | 25 вересня   | «Союз ТМА-14М» | Олександр Самокутяєв, Олена Сєрова, Баррі Вілмор (США)             | РФ РФ  | 40-й політ Союзу до МКС | 167 діб 5 годин 42 хвилини  |
| 297 | 24 листопада | «Союз TMA-15M» | Антон Шкаплеров, Саманта Кристофоретти (Італія), Террі Вертс (США) | РФ РФ  | 41-й політ Союзу до МКС | 199 діб 16 годин 42 хвилини |

Підсумки року
- Космонавтів РФ — 119 (+2 за рік); пілотованих польотів РФ — 129 (+4 за рік)
- Астронавтів США — 334 (+1 за рік); пілотованих польотів США — 163 (+0 за рік)
- Космонавтів Китаю — 10 (+0 за рік); пілотованих польотів Китаю — 5 (+0 за рік)
- Космонавтів інших країн — 75 (+2 за рік
- Всього астронавтів і космонавтів — 538 (+5 за рік)
- Всього пілотованих польотів — 297 (+4 за рік)
- Рекорд тривалості польоту — Поляков = 10505 годин 58 хвилин (437 діб 17 годин 58 хвилин)
- Рекорд сумарної тривалості перебування у космосі — Крикальов (за шість польотів) = 19281 година 39 хвилин (803 доби 9 годин 39 хвилин)